# جوهرة منقوشة

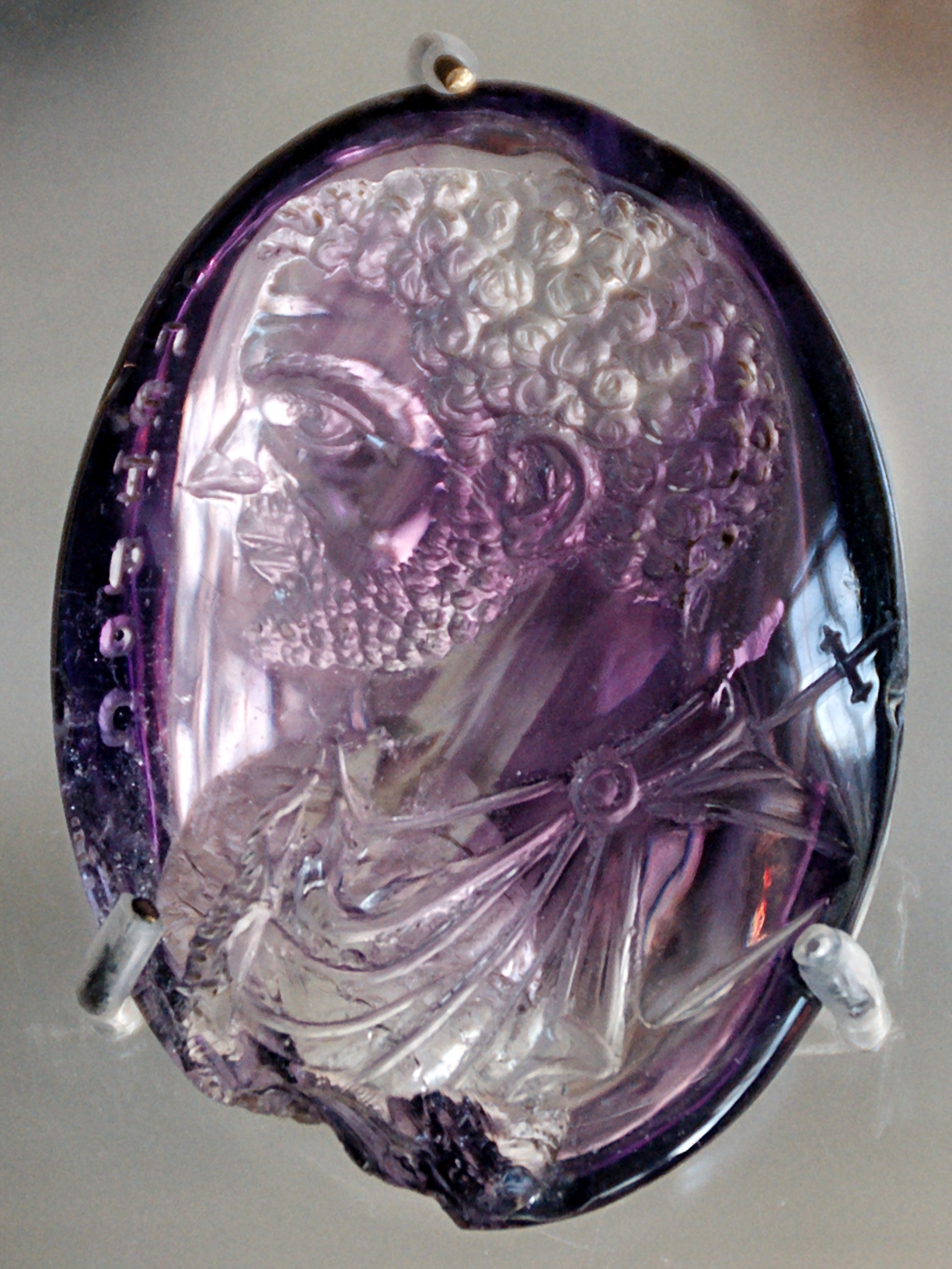
صورة النقش الروماني كركلا في الجمشت ، مرة واحدة في وزارة الخزانة من سانت شابيل ، عندما تم تكييفها عن طريق إضافة نقش وعبر لتمثيل القديس بطرس

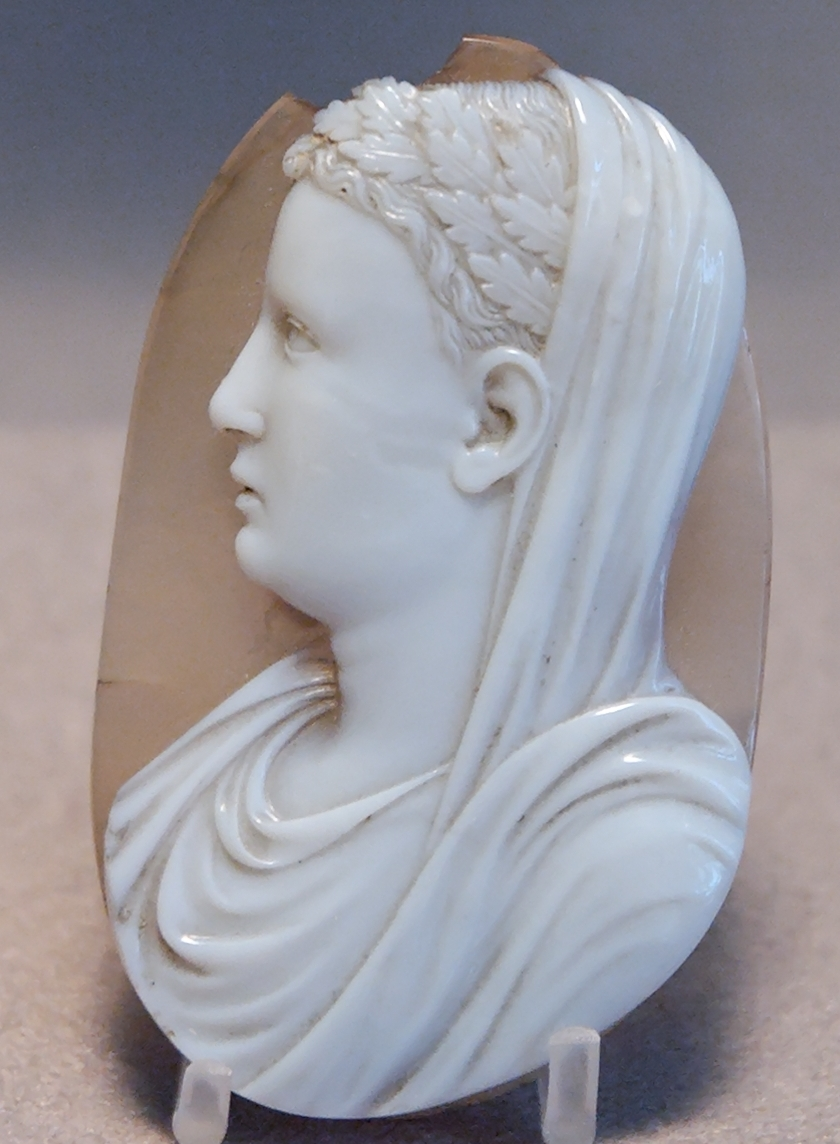
قميو محفور لأمير روماني. ربما القرن الرابع عشر.

جوهرة محفورة أو جوهرة منقوشة، والتي يشار إليها في كثير من الأحيان باسم القميو، هي عادةً عبارة عن أحجار كريمة صغيرة وشبه كريمة تم نحتها، في التقاليد الغربية عادة ينقش عليها صور أو نقوش على وجه واحد فقط. كان نقش الأحجار الكريمة شكلاً من أشكال الفنون الفاخرة الكبرى في العالم القديم، وشكلًا مهمًا في بعض الفترات اللاحقة.